# Saint-Christophe-en-Champagne
Saint-Christophe-en-Champagne è un comune francese di 199 abitanti situato nel dipartimento della Sarthe nella regione dei Paesi della Loira.

## Società

### Evoluzione demografica
Abitanti censiti